# Arracada de la Condomina
L'arracada de la Condomina, peça àuria del segle vi aC, és una joia de l'orfebreria orientalitzant ibera. Es va trobar a la rodalia de Villena (Alt Vinalopó) i és una de les peces més destacades del Museu Arqueològic de la ciutat.
Està realitzada amb tècniques de filigrana i granulat; presenta tubs rematats en esfèrules, similars per la forma i disposició a les arracades d'Ébora. S'han buscat nombroses influències exteriors, encara que, tot i el veïnatge amb el medi colonial, s'ha conclòs que els joiers d'aquesta escola van escollir clarament uns tipus d'expressió que la defineix com a indígena.